# Sportverein Mergelstetten
Der Sportverein Mergelstetten 1879 e. V. wurde 1879 im württembergischen Heidenheim-Mergelstetten als Turnverein Mergelstetten 1879 gegründet. Nachdem der Verein sich über mehrere Jahre dem Turnen gewidmet hatte, wurde das Angebot im Breitensport ausgeweitet. International bekannt wurde der Verein über das Kunstradfahren. In der Disziplin Zweier-Kunstradfahren offene Klasse konnten mehrere Weltmeistertitel gewonnen werden.

## Geschichte

### Die Anfänge
Bereits 1872 gründeten sportbegeisterte Männer den Turnverein, der am 14. August 1879 als Turnverein Mergelstetten 1879 eingetragen wurde.
Ab 1920 wurden Fußball und Faustball in das Angebot aufgenommen. Ab 1927 konnte auf dem Sportplatz im Zentrum Mergelstettens eine sportliche Heimat gefunden werden. Anlässlich ihres 100-jährigen Bestehens stiftete die Fa. Zoeppritz eine Turnhalle an die Gemeinde Mergelstetten, wodurch nun auch Indoor-Sport angeboten werden konnte. Noch heute befindet sich die nach ihrem Stifter benannte Zoeppritzhalle in Betrieb.
Ab 1931 wechselte der SVM seine zum Sportplatz auf dem Mergelstetter Kistelberg. In unmittelbarer Nähe zum damaligen Sportgelände befindet sich heute die Heimat des Schützenabteilung.
Am 29. Dezember 1933 erfolgte die Umbenennung des Vereins in Turn- und Sportfreunde 1879 e. V. 1937 schloss sich der Radfahrerverein 1903 mit den Turn- und Sportfreunden zusammen. Um das gesamte Sportangebot abzubilden, wurde im Dezember 1945 der Vereinsname in Sportverein Mergelstetten 1879 e.V. geändert.

### Nachkriegszeit
1968 wurde auf den Mergelstetter Reutenen der „Tennenplatz“ als neue Sportstätte des SVM eingeweiht. Die erste Erweiterung der Sportanlage erfolgte 1973 mit dem Bau der Reutenenhalle, die 1980 durch einen Gaststättenanbau erweitert worden ist.
1994 entstand hinter der Reutenenhalle die SVM-Stube, die bis 2020 rege durch unsere Mitglieder genutzt wurde, sei as als Besprechungszimmer für Abteilungssitzungen, Teamfeiern oder auch mal als Ausweich-Umkleidekabine, ehe sie 2021 abgerissen worden ist.

### Die 2000er-Jahre
1999 und 2000 wurde die Sporthalle um einen zusätzlichen Gymnastikraum und 3 weiteren Umkleide- und Duschräumen ergänzt, um der stetig steigenden Nachfrage für weitere Sportangebote Rechnung zu tragen.
2010 wurde das Sportgelände durch einen weiteren Kunstrasenplatz erweitert, so dass nun neben einem Rasenplatz auch 2 Kunstrasenplätze zur Verfügung standen. 2015 wurde der „obere“ Kunstrasenplatz generalsaniert und mit einem neuen Belag und kleiner Tribüne ausgestattet und gilt auch heute noch als einer der größten und schönsten Kunstrasenplätze in der Region.
Ab 2018 stand ein weiteres, großes Bauprojekt an – die Generalsanierung der Sporthalle inklusive einem zusätzlichen Gymnastikraum. Dieses Bauprojekt wurde in 3 Abschnitte gegliedert:
- 2018: Bau des neuen Gymnastikraums „Cube“ Dieser 145 m² große Gymnastikraum wurde auf die im Jahr 2000 erbauten Umkleideräume aufgesetzt
- 2018–2020: Sanierung der Sporthalle und der dazugehörigen Umkleide- und Duschräume. Neben der Kernsanierung der Sporthalle und der dazugehörigen Umkleideräumen wurde in diesem Bauabschnitt auch energietechnische Maßnahmen getroffen. Neben der kompletten Umstellung der Heizungsanlage auf ein hybrides und nachhaltiges Heizkonzept mittels Gasheizung inklusive Wärmepumpe wurde das neugestaltete Hallendach durch eine Photovoltaik-Anlage mit einer Gesamtleistung von 69 kWp ergänzt.
- 2020–2021: Bau der neuen Geschäftsstelle

Nach Abschluss der Bauarbeiten und Umzug der Geschäftsstelle in die neuen Räumlichkeiten entstand auf der Mergelstetter Reute ein modernes und attraktives Sportvereinszentrum. Das Sportvereinszentrum umfasst heute einen Rasenplatz, zwei Kunstrasenplätze, vier Tennisplätze und einen Bogenschützenplatz auf den Außenanlagen. Für Indoor-Sport stehen im Sportvereinszentrum 2 Gymnastikräume und 1 Sporthalle zur Verfügung.
Die Sportvereinsgaststätte ist eine gern besuchte Begegnungsstätte für Sportler und Anwohner und weit über die Region Heidenheim bekannt.

## Abteilungen

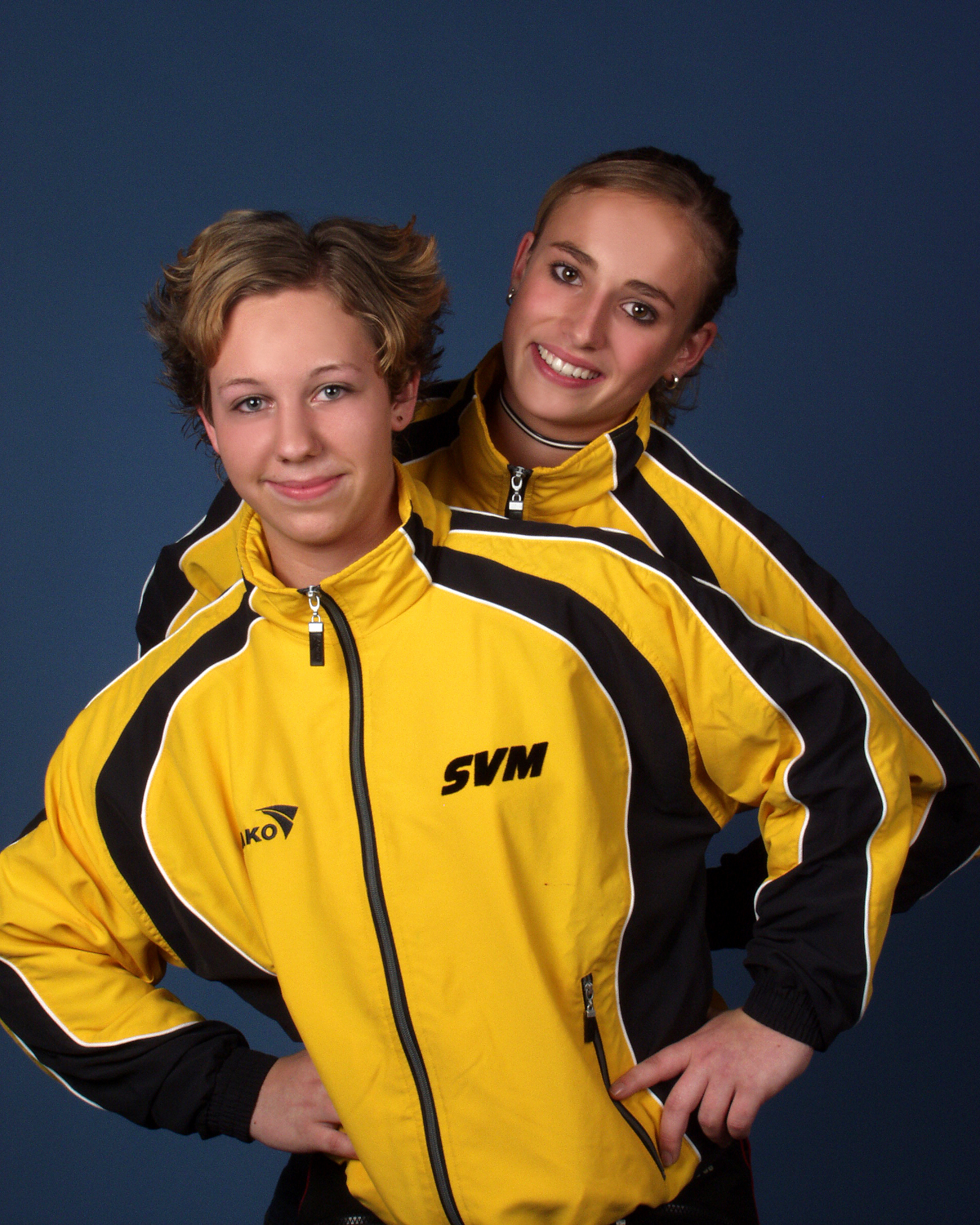
Jasmin Sojka und Katharina Wurster – Deutsche Meister im Kunstradfahren 2004

- Behindertensport
- Bogenschützen
- Fußball
- Kampfsport
- Outdoor
- Radsport
- Schützen
- Schwimmen
- Ski
- Tanzsport
- Tennis
- Tischtennis
- Triathlon
- Turnen und Fitness
- Volleyball

## Erfolgreiche Sportler

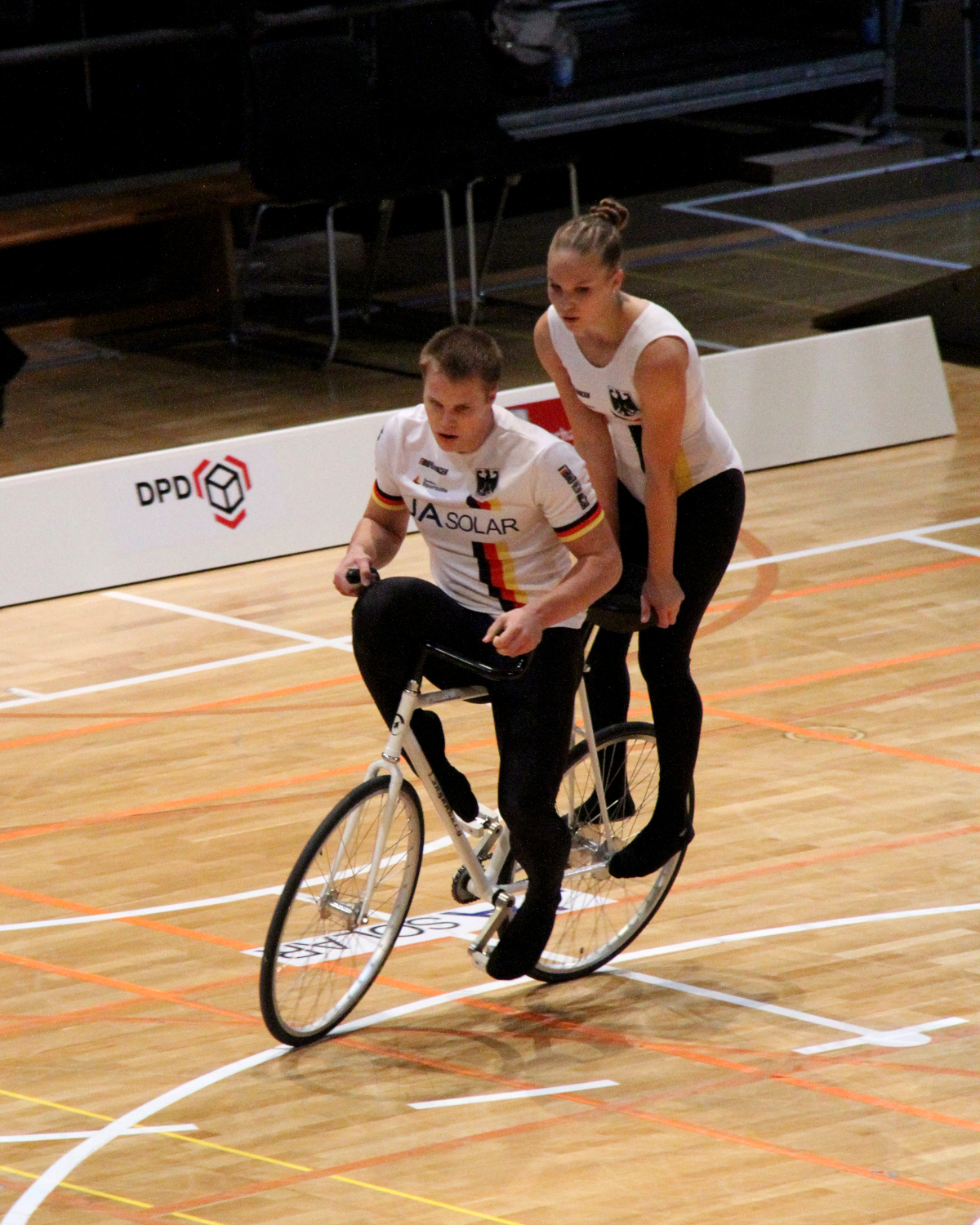
Luisa und Benedikt Bassmann bei der WM 2012 in Aschaffenburg

| Name                               | Sportart | Erfolge |
| ---------------------------------- | -------- | --- |
| Jasmin Soika und Katharina Wurster | Kunstrad | 2004 – Deutsche Meister der Junioren 2005 – Europameister der Junioren 2006 – Europameister der Junioren 2007 – Vize-Weltmeister 2008 – Vize-Weltmeister 2009 – Deutsche Vize-Meister 2010 – Deutsche Meister und Weltmeister 2011 – Vize-Weltmeister 2012 – Vize-Weltmeister 2013 – Weltmeister |
| Luisa und Benedikt Bassmann        | Kunstrad | 2009 – Deutsche Vize-Meister 2010 – Deutsche Meister und Europameister 2011 – Weltmeister 2012 – Deutsche Meister und Weltmeister 2013 – Vize-Weltmeister |

## Vorstände
| Zeitraum       | Name                 |
| -------------- | -------------------- |
| ab 1879        | Pfarrer Hochstetter  |
| bis 1906       | Schullehrer Bleibler |
| 1930 bis 1935  | Wilhelm Nieß         |
| 1935 bis 1938  | Hans Klein           |
| 1938           | Georg Plocher        |
| 1945 bis 1949  | Fritz Hitzler        |
| 1949 bis 1951  | Karl Schweitzer      |
| 1951 bis 1952  | Georg Plocher        |
| 1952 bis 1968  | Gerhard Günther      |
| 1968           | Georg Mayer          |
| 1990 bis 2012  | Hans Althammer       |
| 2012 bis heute | Thomas Bassmann      |